# Калуђерево
Калуђерево је насеље у Србији у општини Бабушница у Пиротском округу. Према попису из 2022. било је 128 становника. До 2008. године званичан назив насеља је био Калуђерово.
Калуђерево је село у области Лужница (по истоименој реци). Центар села је удаљен око 3 km северно од Бабушнице.
Село је брдско-планинског разуђеног типа, са махом остарелом популацијом. Земљиште је кречњачког типа. Од касних 60-их до средине 80-их година 20. века било је изложено масовној миграцији популације у оближње градове. Углавном старачка популација села се бави екстезивном пољопривредом.
Село је имало четвороразредну школу „Иво Лола Рибар“ поред центра села која је престала са радом средином 80-их. Такође у центру села се налази чесма, са спомен плочом која је постављена почетком 2000-тих, палим борцима Првог светског рата и солунцу и носиоцу Карађорђеве звезде Доброславу Николићу који је био мештанин села.
Калуђерево је добило име од речи калуђер, која значи монах. Поред села се некада давно налазио манастир који је порушен, вероватно још за време Турака. О оснивању села нема јасних историјских података. За време оба светска рата село је било под бугарском окупацијом. Мештани села говоре обликом Тимочко-лужничког дијалекта који је у изумирању, а који је у Вуковом речнику назван шопским дијалектом.
Село је подељено у тзв. ма(ха)ле, које чине мале територијалне целине са по неколико породица које су углавном у сродству:
- Вучинци,
- Црвиловци,
- Демековци,
- Нешинци
- Самарџинци,
- Ћосаци
- Петровци,
- Бресјанци,
- Пријадановци,
- Таратањинци,
- Цветановци,
- Курлинци,
- Нецинци,
- Селци,
- Чуранинци,
- Дерибовци,
- Донинци,
- Ћосинци,
- Митинци,
- Бродарци и
- Јовановци.
- Човдарци

Предање каже да су Чуранинци добили име по томе што су први, када је село било настањено наложили ватру. У локалном дијалекту чур је реч за дим.
У селу се налази и Изризова чесма, на путу ка селу Радошевац. Чесма Шопа налази се испод Спасовског крста. У селу има и градски водовод.

## Демографија
У насељу Калуђерево живи 247 пунолетних становника, а просечна старост становништва износи 54,7 година (50,3 код мушкараца и 58,3 код жена). У насељу има 125 домаћинстава, а просечан број чланова по домаћинству је 2,18.
Ово насеље је великим делом насељено Србима (према попису из 2002. године), а у последња три пописа, примећен је пад у броју становника.
|  |

| Демографија | Демографија | Демографија |
| Година      | Становника  | Становника  |
| ----------- | ----------- | ----------- |
| 1948.       | 839         |             |
| 1953.       | 857         |             |
| 1961.       | 723         |             |
| 1971.       | 628         |             |
| 1981.       | 505         |             |
| 1991.       | 392         | 385         |
| 2002.       | 273         | 275         |
| 2011.       | 186         |             |
| 2022.       | 128         |             |

| Етнички састав према попису из 2002.‍ | Етнички састав према попису из 2002.‍ | Етнички састав према попису из 2002.‍ | Етнички састав према попису из 2002.‍ | Етнички састав према попису из 2002.‍ |
| ------------------------------------ | ------------------------------------ | ------------------------------------ | ------------------------------------ | ------------------------------------ |
|                                      |                                      |                                      |                                      |                                      |
| Срби                                 | Срби                                 |                                      | 271                                  | 99,26%                               |
| Роми                                 | Роми                                 |                                      | 2                                    | 0,73%                                |

| Година пописа     | 1948. | 1953. | 1961. | 1971. | 1981. | 1991. | 2002. |
| ----------------- | ----- | ----- | ----- | ----- | ----- | ----- | ----- |
| Број домаћинстава | 118   | 136   | 143   | 144   | 151   | 134   | 125   |

| Број чланова      | 1  | 2  | 3  | 4  | 5 | 6 | 7 | 8 | 9 | 10 и више | Просек |
| ----------------- | -- | -- | -- | -- | - | - | - | - | - | --------- | ------ |
| Број домаћинстава | 43 | 49 | 15 | 11 | 2 | 4 | 0 | 0 | 1 | 0         | 2,18   |

| Пол    | Укупно | Неожењен/Неудата | Ожењен/Удата | Удовац/Удовица | Разведен/Разведена | Непознато |
| ------ | ------ | ---------------- | ------------ | -------------- | ------------------ | --------- |
| Мушки  | 112    | 22               | 78           | 9              | 3                  | 0         |
| Женски | 139    | 11               | 77           | 48             | 3                  | 0         |
| УКУПНО | 251    | 33               | 155          | 57             | 6                  | 0         |

| Пол    | Укупно                    | Пољопривреда, лов и шумарство | Рибарство                            | Вађење руде и камена | Прерађивачка индустрија       |
| ------ | ------------------------- | ----------------------------- | ------------------------------------ | -------------------- | ----------------------------- |
| Мушки  | 41                        | 12                            | 0                                    | 0                    | 15                            |
| Женски | 25                        | 8                             | 0                                    | 0                    | 13                            |
| УКУПНО | 66                        | 20                            | 0                                    | 0                    | 28                            |
| Пол    | Производња и снабдевање   | Грађевинарство                | Трговина                             | Хотели и ресторани   | Саобраћај, складиштење и везе |
| Мушки  | 0                         | 11                            | 0                                    | 0                    | 1                             |
| Женски | 0                         | 2                             | 0                                    | 0                    | 0                             |
| УКУПНО | 0                         | 13                            | 0                                    | 0                    | 1                             |
| Пол    | Финансијско посредовање   | Некретнине                    | Државна управа и одбрана             | Образовање           | Здравствени и социјални рад   |
| Мушки  | 0                         | 0                             | 2                                    | 0                    | 0                             |
| Женски | 0                         | 0                             | 0                                    | 1                    | 1                             |
| УКУПНО | 0                         | 0                             | 2                                    | 1                    | 1                             |
| Пол    | Остале услужне активности | Приватна домаћинства          | Екстериторијалне организације и тела | Непознато            | Непознато                     |
| Мушки  | 0                         | 0                             | 0                                    | 0                    | 0                             |
| Женски | 0                         | 0                             | 0                                    | 0                    | 0                             |
| УКУПНО | 0                         | 0                             | 0                                    | 0                    | 0                             |